# Dung dịch lugol
Dung dịch lugol, hay còn được gọi là nước iod hoặc dung dịch iod mạnh, là một dung dịch có chứa kali iodide cùng iod tan trong nước. Đây là một loại thuốc và chất khử trùng với mục đích. Uống dung dịch này qua đường miệng được dùng để điều trị nhiễm độc giáp cho đến khi phẫu thuật có thể được thực hiện, bảo vệ tuyến giáp khỏi iod phóng xạ, và để điều trị thiếu iod. Sử dụng qua cổ tử cung thì giúp kiểm tra ung thư cổ tử cung. Là một chất khử trùng, chúng có thể được sử dụng cho các vết thương nhỏ, chẳng hạn như do bị vật nhọn đâm phải. Một lượng nhỏ cũng có thể được sử dụng để khử trùng nước uống trong trường hợp khẩn cấp.
Các tác dụng phụ khi sử dụng có thể kể đến như phản ứng dị ứng, đau đầu, ói mửa và đau mắt đỏ. Sử dụng thuốc lâu dài có thể gây khó ngủ và trầm cảm. Chúng cũng không nên sử dụng thường xuyên trong khi mang thai hoặc cho con bú. Dung dịch Lugol là một dung dịch được tạo thành từ hai phần kali iodide cho mỗi phần iod trong nước.
Dung dịch lugol lần đầu tiên được pha chế vào năm 1829 bởi bác sĩ người Pháp Jean Lugol. Thuốc này nằm trong Danh sách các thuốc thiết yếu của WHO, những loại thuốc hiệu quả và an toàn nhất cần thiết trong một hệ thống y tế. Dung dịch Lugol có sẵn dưới dạng thuốc gốc và có thể được bày bán trên quầy. Tại Vương quốc Anh, NHS trả 9.57 pao cho mỗi 500 ml dung dịch. Dung dịch lugol có sẵn ở các độ mạnh khác nhau của iod. Khối lượng lớn với nồng độ hơn 2,2% có thể bị điều chỉnh.